# Operophtera occidentalis
Operophtera occidentalis är en fjärilsart som beskrevs av George Duryea Hulst 1896. Operophtera occidentalis ingår i släktet Operophtera och familjen mätare. Inga underarter finns listade i Catalogue of Life.